# Cerataphidini
Os Cerataphidini constituem uma tribo de espécies de afídios divididas em doze géneros. Ao contrário da maioria dos afídios, que vivem nas regiões temperadas setentrionais, estes afídios vivem essencialmente nos trópicos asiáticos, podendo encontrar-se em longitudes que vão desde o Nordeste da Índia até à China e Japão e em latitudes que se estendem da Coreia e Norte do Japão até ao Sudeste asiático. Têm também sido referidos pelas designações de Astegopterycina, Cerataphini e Oregmini. Fitófagos, são espécies geralmente polífagas, desenvolvendo-se em um hospedeiro primário, do género botânico Styrax, passando depois para um hospedeiro secundário que podem ser, geralmente, gramíneas, mas também plantas das famílias Loranthaceae, Palmae, ou Zingiberaceae. Outras espécies parasitam também plantas pertencentes às Araceae, Balsaminaceae, Compositae, e Pandanaceae. Com a sua evolução, algumas espécies deixaram de fazer esta alternância de plantas hospedeiras, tendo muitas deixado de parasitar o hospedeiro primário e outras, menos, o hospedeiro secundário. Têm sido alvo de particular interesse dos biólogos evolucionários porque todas as suas espécies produzem formas estéreis cuja função é a defesa dos outros espécimes. Os géneros Ceratovacuna e Pseudoregma também produzem, nos seus hospedeiros secundários, espécimes que funcionam como soldados, providos de "cornos".